# 1994-es közgyűlési választások Szabolcs-Szatmár-Bereg megyében
Az 1994-es megyei közgyűlési választásokat december 11-én bonyolították le, az általános önkormányzati választások részeként.
Szabolcs-Szatmár-Bereg megyében a szavazásra jogosultak bő fele, több mint száznyolcvanezer polgár ment el szavazni. A szavazók tizennégy szervezet jelöltjei közül választhattak.
A legtöbb szavazatot az MSZP kapta, ami tizennégy képviselői helyet jelentett számukra a közgyűlésben. Szorosan mögöttük a jobboldali pártokat tömörítő Megyei Választási Szövetség listája végzett, tizenhárom széket biztosítva az FKGP, a KDNP, a Vállalkozók Pártja és az MDF számára. Az SZDSZ harmadik lett, hat megyeházi hellyel. Bejutott még a Fidesz, a Munkáspárt és az MSZDP három-három, illetve a nyírbogdányi Keresztényi Ifjúsági Egyesület, a megyei gazdakörök és az Itt Élünk Egyesület két-két megbízottja.
A MIÉP és a megyei sportszövetség nem tudott képviselőt küldeni a közgyűlésbe.
A közgyűlés új elnöke az MDF-es Zilahi József lett, aki a Megyei Választási Szövetség kistelepülési listájának éléről került be a közgyűlésbe.

## A választás rendszere
A megyei közgyűlési választásokat az országosan megrendezett általános önkormányzati választások részeként tartották meg. A szavazók a településük polgármesterére és a helyi képviselőkre is ekkor adhatták le a szavazataikat.
1994 őszén az országgyűlés alapvetően megváltoztatta a megyei közgyűlésekre vonatkozó választási eljárást.
A közgyűlési választásokon a községek, nagyközségek és városok polgárai szavazhattak. A megyei jogú városban élők – mivel nem tartoztak a megye joghatósága alá – nem vettek részt a megyei közgyűlés megválasztásában.
A megye területét két választókerületre osztották, az egyikbe a legfeljebb 10 ezer lakóval bíró kistelepülések, a másikba az ennél népesebb középvárosok tartoztak. A választásokon pártok, társadalmi, ill. nemzetiség szervezetek állíthattak listákat. A szavazatokat a két választókerületben külön-külön számolták össze és osztották el arányosan az adott kerületben az érvényes szavazatok 4%-át elérő szervezetek között.

### Választókerületek
|                                  | Település | Lakó    | Választó- polgár | Megyei képviselő |
| -------------------------------- | --------- | ------- | ---------------- | ---------------- |
| Kistelepülések 10 ezer lakóig    | 221       | 388 069 | 282 924          | 39               |
| Középvárosok 10 ezer lakó fölött | 6         | 91 595  | 65 676           | 9                |
| Közgyűlési választókerületek     | 227       | 479 664 | 348 600          | 48               |
| Megyei jogú város Nyíregyháza    | 1         | 119 029 | (87 169)         | –                |
| Összesen                         | 228       | 598 693 | (435 769)        | 48               |

Szabolcs-Szatmár-Bereg megyében a közgyűlés létszáma 48 fő volt. A kistelepülési választókerületben 39, a középvárosiban pedig 9 képviselőt választhattak meg. Nyíregyháza, mint megyei jogú város nem tartozott a megye joghatósága alá, s így polgáraik nem is szavazhattak a megye önkormányzatának összetételéről.
A közgyűlést a megye 212 községének és nagyközségének, illetve tizenöt városának polgárai választhatták meg. A városok közül azonban csak hatban éltek tízezernél többen, így csak ez a hat tartozott a középvárosi választókerületbe.
A választásra jogosult polgárok száma 349 ezer volt. A polgárok közel fele lakott háromezer fősnél kisebb községekben, bő harmaduk pedig ötezer fősnél népesebb településeken élt.
A legkevesebb választópolgár a megye keleti csücskében található Kishódos (54) és Komlódtótfalu (80) községekben élt, míg a legtöbb Kisvárda (13 475), és Mátészalka (14 316) városában lakott.
| A közgyűlési választók eloszlása településméret szerint | A közgyűlési választók eloszlása településméret szerint | A közgyűlési választók eloszlása településméret szerint | A közgyűlési választók eloszlása településméret szerint | A közgyűlési választók eloszlása településméret szerint | A közgyűlési választók eloszlása településméret szerint                    |
| Településméret (lakók száma)                            | Településméret (lakók száma)                            | Település                                               | Választójogosult                                        | Választójogosult                                        | Megjegyzés                                                                 |
| ------------------------------------------------------- | ------------------------------------------------------- | ------------------------------------------------------- | ------------------------------------------------------- | ------------------------------------------------------- | -------------------------------------------------------------------------- |
|                                                         |                                                         |                                                         |                                                         |                                                         |                                                                            |
| Kistelepülési választókerület                           |                                                         |                                                         |                                                         |                                                         |                                                                            |
|                                                         | 1 – 600                                                 | 42                                                      | 15 011                                                  | 3,42%                                                   | legkisebb község: Kishódos, Komlódtótfalu                                  |
| 601 – 1 300                                             | 74                                                      | 49 453                                                  | 14,18%                                                  |                                                         |                                                                            |
| 1 301 – 3 000                                           | 72                                                      | 104 968                                                 | 30,51%                                                  | új város: Máriapócs (1993)                              |                                                                            |
| 3 001 – 5 000                                           | 22                                                      | 60 167                                                  | 17,26%                                                  | új város: Baktalórántháza (1993)                        |                                                                            |
| 5 001 – 10 000                                          | 11                                                      | 55 075                                                  | 15,80%                                                  | új város: Tiszalök (1992), Nagyhalász és Ibrány (1993)  |                                                                            |
|                                                         |                                                         | 221                                                     | 284 654                                                 | 81,16%                                                  |                                                                            |
|                                                         |                                                         |                                                         |                                                         |                                                         |                                                                            |
| Középvárosi választókerület                             |                                                         |                                                         |                                                         |                                                         |                                                                            |
|                                                         | 10 000 fölött                                           | 6                                                       | 65 676                                                  | 18,84%                                                  | Nagykálló, Újfehértó (1992), Nyírbátor, Tiszavasvári, Kisvárda, Mátészalka |
|                                                         |                                                         |                                                         |                                                         |                                                         |                                                                            |
| Összesen                                                | Összesen                                                | 227                                                     | 350 330                                                 | 100%                                                    |                                                                            |

## Előzmények

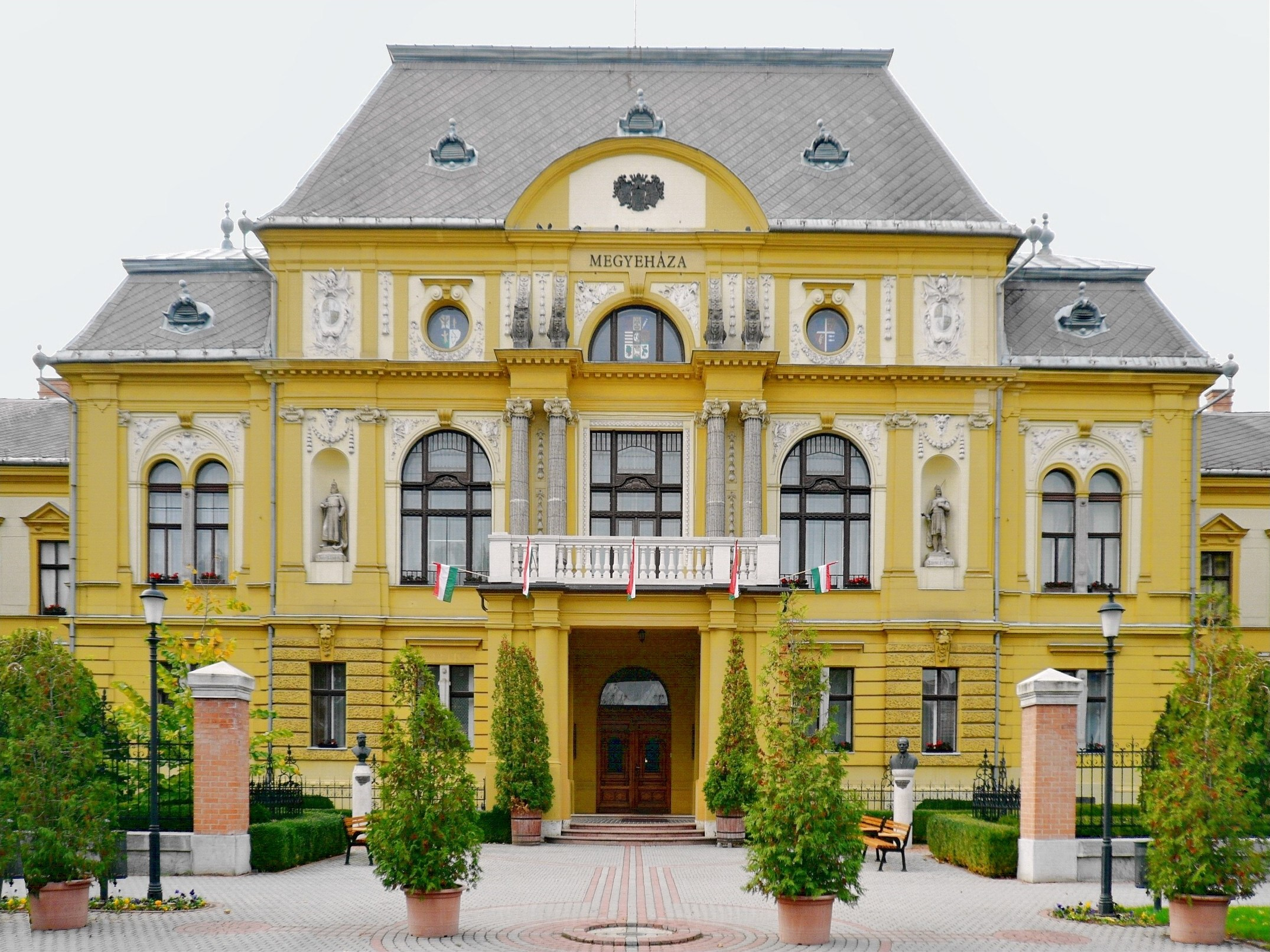
Megyeháza, Nyíregyháza

### 1990/91, az első közgyűlés
1990-ben a megyei közgyűléseket közvetett módon választották meg. A választás módjából fakadóan az eredmények párterőviszonyok kifejezésére nem voltak alkalmasak.
Az új önkormányzati rendszerben megválasztott első közgyűlés alakuló ülésére 1990. december 27-én került sor. Ezen a napon négy eredménytelen elnökválasztási forduló is lezajlott. Egy héttel később 1991. január 4-én a második fordulóban Medgyesi Józsefet, a megyei tanács főosztályvezetőjét választották elnökké. Ugyanezen a napon nyerte el az alelnöki tisztet Zilahi József is.

## Jelöltállítás
Tizennégy szervezet vett részt a jelöltállítási folyamatban. A kistelepülési választókerületben 10, a középvárosiban 9 listát állítottak, a jelöltek száma összesen 226 volt (163+63).
A listák többségét az országos pártok állították, és a jelöltek javarésze is az ő listáikon szerepelt. Az országos pártok mellett négy társadalmi szervezet vett részt a jelöltállítási folyamatban.

### Listák
Lista állításához mind a két választókerületben külön-külön kellett ajánlásokat gyűjteni. Ezen a választáson a többes ajánlás volt érvényben, ami szerint egy választópolgár több listára is adhatott ajánlást. Az ajánlások gyűjtésére bő két hét állt rendelkezésre – november 6. és 21. között. Ez alatt az idő alatt a választókerületi polgárok 0,5%-ának ajánlását kellett megszerezni. A Szabolcs-Szatmár-Bereg megyei kistelepülési választókerületben ez 1415, a középvárosiban 329 ajánlást jelentett. Lehetőség volt önálló és közös listák állítására is. A közös listák esetében ugyanannyi ajánlásra volt szükség, mint az önállóak esetében. Arra is volt lehetőség, hogy egy szervezet csak az egyik választókerületben állítson listát.
Az országgyűlési pártok mindegyike részt vett a jelöltállítási folyamatban. Az MSZP, az SZDSZ és a Fidesz önálló listát állított, míg három jobboldali párt (FKGP, KDNP, MDF) és a Vállalkozók Szövetsége közös listákat állítottak. Az országos pártok közül még a MIÉP, a Munkáspárt és a szociáldemokrata párt állított önálló listát.
Négy társadalmi szervezet állított még listát. A Gazdakörök és a nyírbogdányi Keresztény Ifjúsági Egyesület mind a két választókerületben megmérettete magát, míg a Sportszövetségekre csak a középvárosi, az Itt Élünk Egyesületre pedig a csak kistelepülési választókerületben lehetett szavazni.
| Kistelepülési választókerület | Kistelepülési választókerület | Kistelepülési választókerület | Kistelepülési választókerület | Szervezet    | Szervezet                                                 | Szervezet    | Szervezet    | Középvárosi választókerület | Középvárosi választókerület | Középvárosi választókerület | Középvárosi választókerület |
| #.                            | lista neve                    | típusa                        | jelöltek száma                |              | neve                                                      | jellege      | hatóköre     | #.                          | lista neve                  | típusa                      | jelöltek száma              |
| ----------------------------- | ----------------------------- | ----------------------------- | ----------------------------- | ------------ | --------------------------------------------------------- | ------------ | ------------ | --------------------------- | --------------------------- | --------------------------- | --------------------------- |
| társadalmi szervezetek        |                               |                               |                               |              |                                                           |              |              |                             |                             |                             |                             |
|                               |                               |                               |                               |              | Szabolcs-Szatmár-Bereg Megyei Sportegyesületek Szövetsége | társ.        | megyei       | 8.                          | Sportegyesületek            | önálló                      | 1                           |
| 3.                            | Keresztény Ifj. Egy.          | önálló                        | 5                             |              | Keresztény Ifjúsági Egyesület Nyírbogdány                 | társ.        | helyi        | 4.                          | Keresztény Ifj. Egy.        | önálló                      | 3                           |
| 6.                            | Gazdakörök                    | önálló                        | 7                             |              | Szabolcs-Szatmár-Bereg Megyei Gazdakörök Szövetsége       | társ.        | megyei       | 5.                          | Gazdakörök                  | önálló                      | 7                           |
| 7.                            | Itt Élünk                     | önálló                        | 18                            |              | Itt Élünk Egyesület                                       | társ.        | megyei       |                             |                             |                             |                             |
| országos pártok               |                               |                               |                               |              |                                                           |              |              |                             |                             |                             |                             |
| 1.                            | MSZDP                         | önálló                        | 5                             |              | Magyarországi Szociáldemokrata Párt                       | párt         | országos     |                             |                             |                             |                             |
| 5.                            | Munkáspárt                    | önálló                        | 7                             |              | Munkáspárt                                                | párt         | országos     | 7.                          | Munkáspárt                  | önálló                      | 5                           |
| 2.                            | MIÉP                          | önálló                        | 10                            |              | Magyar Igazság és Élet Pártja                             | párt         | országos     | 2.                          | MIÉP                        | önálló                      | 5                           |
| 8.                            | Fidesz                        | önálló                        | 19                            |              | Fiatal Demokraták Szövetsége                              | párt         | országos     | 6.                          | Fidesz                      | önálló                      | 8                           |
| 10.                           | SZDSZ                         | önálló                        | 25                            |              | Szabad Demokraták Szövetsége                              | párt         | országos     | 9.                          | SZDSZ                       | önálló                      | 9                           |
| 9.                            | MSZP                          | önálló                        | 30                            |              | Magyar Szocialista Párt                                   | párt         | országos     | 1.                          | MSZP                        | önálló                      | 15                          |
| 4.                            | Megyei Választási Szövetség   | közös                         | 37                            |              | Független Kisgazda-, Földmunkás- és Polgári Párt          | párt         | országos     | 3.                          | Megyei Választási Szövetség | közös                       | 10                          |
| 4.                            | Megyei Választási Szövetség   | közös                         | 37                            |              | Kereszténydemokrata Néppárt                               | párt         | országos     | 3.                          | Megyei Választási Szövetség | közös                       | 10                          |
| 4.                            | Megyei Választási Szövetség   | közös                         | 37                            |              | Liberális Polgári Szövetség Vállalkozók Pártja            | párt         | országos     | 3.                          | Megyei Választási Szövetség | közös                       | 10                          |
| 4.                            | Megyei Választási Szövetség   | közös                         | 37                            |              | Magyar Demokrata Fórum                                    | párt         | országos     | 3.                          | Megyei Választási Szövetség | közös                       | 10                          |
| 10 lista                      | 10 lista                      | 10 lista                      | 163                           | 14 szervezet | 14 szervezet                                              | 14 szervezet | 14 szervezet | 9 lista                     | 9 lista                     | 9 lista                     | 63                          |

### Jelöltek
| Kistelepülési választókerület | Lista | Lista                                    | Középvárosi választókerület |
| ----------------------------- | ----- | ---------------------------------------- | --------------------------- |
| Szabó István                  |       | Fidesz                                   | dr. Helmeczy László         |
| Jakab Ferenc                  |       | Gazdakörök                               | Pekk Antal                  |
| Balogh József                 |       | Itt Élünk Egy.                           |                             |
| Takács Tamás                  |       | Keresztény Ifj. Egy.                     | Sipos Kund Kötöny           |
| dr. Zilahi József             |       | Megyei Választási Szöv. FKGP-KDNP-VP-MDF | Petróczki Ferenc            |
| Szűcs Gusztáv                 |       | MIÉP                                     | Berkes József               |
| Együd János                   |       | MSZDP                                    |                             |
| dr. Kiss Gábor                |       | MSZP                                     | dr. Dám László              |
| Bán György                    |       | Munkáspárt                               | Enyedi Sándorné             |
|                               |       | Sportszövetségek                         | Demeter László              |
| Bartha László                 |       | SZDSZ                                    | dr. Oláh Albert             |
|                               |       |                                          |                             |

| MSZDP         |
| ------------- |
|               |
| Együd János   |
| Berencsi Béla |
| Hetey Vilma   |
| Harsányi Géza |
| Bigai Béláné  |

| MIÉP |
| --- |
| |
| Szűcs Gusztáv |
| Demcsák József |
| dr. Bodzay Béla |
| Molnár József |
| Lőrincziné dr. Homoki Julianna |
| \| További jelöltek \| \| ---------------- \| \| Zrinkszki István \| \| id. Antek József \| \| Nemes Zoltánné \| \| Mészáros Ferenc \| \| Németh István \| |
| További jelöltek |
| Zrinkszki István |
| id. Antek József |
| Nemes Zoltánné |
| Mészáros Ferenc |
| Németh István |

| További jelöltek |
| ---------------- |
| Zrinkszki István |
| id. Antek József |
| Nemes Zoltánné   |
| Mészáros Ferenc  |
| Németh István    |

| Keresztény Ifj. Egy. |
| -------------------- |
|                      |
| Takács Tamás         |
| Drótos Vince         |
| ifj. Csoma Zoltán    |
| Tanicsár Miklós      |
| Gaál Sándor          |

| Megyei Választási Szövetség FKGP-KDNP-VP-MDF |
| --- |
| |
| dr. Zilahi József |
| Hoványi Ferenc |
| dr.Juhász Miklós |
| Hamvas László |
| Radvánszki József |
| \| További jelöltek \| \| ----------------------- \| \| Karakó László \| \| Seres Antal \| \| dr. Szendrei László \| \| Veligdán Sándorné \| \| Kovács Lajos \| \| Pethő András \| \| Vágó József \| \| Solymosi László \| \| Kóczon Pál \| \| Király Sándor \| \| Pózmán Róbert \| \| Lakatos Sándor \| \| Nádassy János \| \| Hegedűs Antal \| \| Szántó Csaba \| \| Kósa László \| \| Málik Zoltán \| \| Hovánszki György \| \| Somos József \| \| Nagy Ferenc \| \| Kiss Dániel \| \| Lukovics Bertalan \| \| dr. Dorka Erzsébet \| \| Fesztóry Tibor \| \| Mata Elek \| \| dr. Agárdy Miklós Tamás \| \| Vas Miklós \| \| Vida Károly \| \| ifj. Máthé Béla \| \| Karácsony Adolf \| \| Tóth Géza \| \| dr. Görgey Géza \| |
| További jelöltek |
| Karakó László |
| Seres Antal |
| dr. Szendrei László |
| Veligdán Sándorné |
| Kovács Lajos |
| Pethő András |
| Vágó József |
| Solymosi László |
| Kóczon Pál |
| Király Sándor |
| Pózmán Róbert |
| Lakatos Sándor |
| Nádassy János |
| Hegedűs Antal |
| Szántó Csaba |
| Kósa László |
| Málik Zoltán |
| Hovánszki György |
| Somos József |
| Nagy Ferenc |
| Kiss Dániel |
| Lukovics Bertalan |
| dr. Dorka Erzsébet |
| Fesztóry Tibor |
| Mata Elek |
| dr. Agárdy Miklós Tamás |
| Vas Miklós |
| Vida Károly |
| ifj. Máthé Béla |
| Karácsony Adolf |
| Tóth Géza |
| dr. Görgey Géza |

| További jelöltek        |
| ----------------------- |
| Karakó László           |
| Seres Antal             |
| dr. Szendrei László     |
| Veligdán Sándorné       |
| Kovács Lajos            |
| Pethő András            |
| Vágó József             |
| Solymosi László         |
| Kóczon Pál              |
| Király Sándor           |
| Pózmán Róbert           |
| Lakatos Sándor          |
| Nádassy János           |
| Hegedűs Antal           |
| Szántó Csaba            |
| Kósa László             |
| Málik Zoltán            |
| Hovánszki György        |
| Somos József            |
| Nagy Ferenc             |
| Kiss Dániel             |
| Lukovics Bertalan       |
| dr. Dorka Erzsébet      |
| Fesztóry Tibor          |
| Mata Elek               |
| dr. Agárdy Miklós Tamás |
| Vas Miklós              |
| Vida Károly             |
| ifj. Máthé Béla         |
| Karácsony Adolf         |
| Tóth Géza               |
| dr. Görgey Géza         |

| Munkáspárt                                                                             |
| -------------------------------------------------------------------------------------- |
|                                                                                        |
| Bán György                                                                             |
| dr. Kovács Sándor                                                                      |
| Balogh Andrásné                                                                        |
| Pacza Mihály                                                                           |
| Varga Imre                                                                             |
| \| További jelöltek \| \| ---------------- \| \| D. Tóth László \| \| Kovács Sándor \| |
| További jelöltek                                                                       |
| D. Tóth László                                                                         |
| Kovács Sándor                                                                          |

| További jelöltek |
| ---------------- |
| D. Tóth László   |
| Kovács Sándor    |

| Gazdakörök                                                                             |
| -------------------------------------------------------------------------------------- |
|                                                                                        |
| Jakab Ferenc                                                                           |
| Balogh Gyula                                                                           |
| Béresné Bánszki Zsuzsanna                                                              |
| Bartus Pál                                                                             |
| dr. Péterffy Árpád                                                                     |
| \| További jelöltek \| \| ---------------- \| \| dr. Nyéki Gyula \| \| Szűcs Sándor \| |
| További jelöltek                                                                       |
| dr. Nyéki Gyula                                                                        |
| Szűcs Sándor                                                                           |

| További jelöltek |
| ---------------- |
| dr. Nyéki Gyula  |
| Szűcs Sándor     |

| Itt Élünk Egy. |
| --- |
| |
| Balogh József |
| Szűcs Ilona |
| Kapdos József |
| Cséka László |
| Pirint Frigyes |
| \| További jelöltek \| \| ----------------- \| \| Gáva János \| \| Kántor Józsefné \| \| Sajtos István \| \| Fehér Zoltán \| \| Bardi Béla \| \| dr. Nemes István \| \| Ertsey Géza Péter \| \| Kovács Béla \| \| dr. Kun Bertalan \| \| Balogh Sándor \| \| László József \| \| Daróczy Pál \| \| Ratkos Mihály \| |
| További jelöltek |
| Gáva János |
| Kántor Józsefné |
| Sajtos István |
| Fehér Zoltán |
| Bardi Béla |
| dr. Nemes István |
| Ertsey Géza Péter |
| Kovács Béla |
| dr. Kun Bertalan |
| Balogh Sándor |
| László József |
| Daróczy Pál |
| Ratkos Mihály |

| További jelöltek  |
| ----------------- |
| Gáva János        |
| Kántor Józsefné   |
| Sajtos István     |
| Fehér Zoltán      |
| Bardi Béla        |
| dr. Nemes István  |
| Ertsey Géza Péter |
| Kovács Béla       |
| dr. Kun Bertalan  |
| Balogh Sándor     |
| László József     |
| Daróczy Pál       |
| Ratkos Mihály     |

| Fidesz |
| --- |
| |
| Szabó István |
| Borkó Mihály |
| Palló Sándor |
| Kozák György |
| dr. Oleár István |
| \| További jelöltek \| \| --------------------------- \| \| Fodor Zsolt \| \| Leskovics Béla \| \| dr. Mátrai Zsolt \| \| Németh Tibor \| \| Sándorné Szunyogh Judit \| \| Rákos Ferenc \| \| Angyal Miklós \| \| ifj. Orgován Zsigmond János \| \| Román István \| \| Seszták Oszkár \| \| Kovács Zsigmond \| \| Doszpoth József \| \| Hankó Imre \| \| ifj. Szécsi Bálint \| |
| További jelöltek |
| Fodor Zsolt |
| Leskovics Béla |
| dr. Mátrai Zsolt |
| Németh Tibor |
| Sándorné Szunyogh Judit |
| Rákos Ferenc |
| Angyal Miklós |
| ifj. Orgován Zsigmond János |
| Román István |
| Seszták Oszkár |
| Kovács Zsigmond |
| Doszpoth József |
| Hankó Imre |
| ifj. Szécsi Bálint |

| További jelöltek            |
| --------------------------- |
| Fodor Zsolt                 |
| Leskovics Béla              |
| dr. Mátrai Zsolt            |
| Németh Tibor                |
| Sándorné Szunyogh Judit     |
| Rákos Ferenc                |
| Angyal Miklós               |
| ifj. Orgován Zsigmond János |
| Román István                |
| Seszták Oszkár              |
| Kovács Zsigmond             |
| Doszpoth József             |
| Hankó Imre                  |
| ifj. Szécsi Bálint          |

| MSZP |
| --- |
| |
| dr. Kiss Gábor |
| Czellár István |
| Gazda László |
| Birta Sándor |
| dr. Vadász Mária |
| \| További jelöltek \| \| -------------------- \| \| Gulácsi Mihály \| \| Szabados József \| \| Miklós Elemér \| \| Pócsik Géza \| \| Demendi László \| \| dr. Barabás Bertalan \| \| Szántó Sándor \| \| Medgyesi József \| \| Mártha József \| \| Szin Zoltán \| \| Bandics Zsigmond \| \| Szép Ferenc \| \| Rusznák András \| \| Varga Lajos Gábor \| \| Szilágyi Ferenc \| \| Bodnár Barna \| \| Bihari Béla \| \| Aradi József \| \| Lakatos Gyula \| \| Kádár János \| \| Őz Miklós \| \| Deák Mihályné \| \| Tóth László \| \| Szabó István \| \| Vastag József \| |
| További jelöltek |
| Gulácsi Mihály |
| Szabados József |
| Miklós Elemér |
| Pócsik Géza |
| Demendi László |
| dr. Barabás Bertalan |
| Szántó Sándor |
| Medgyesi József |
| Mártha József |
| Szin Zoltán |
| Bandics Zsigmond |
| Szép Ferenc |
| Rusznák András |
| Varga Lajos Gábor |
| Szilágyi Ferenc |
| Bodnár Barna |
| Bihari Béla |
| Aradi József |
| Lakatos Gyula |
| Kádár János |
| Őz Miklós |
| Deák Mihályné |
| Tóth László |
| Szabó István |
| Vastag József |

| További jelöltek     |
| -------------------- |
| Gulácsi Mihály       |
| Szabados József      |
| Miklós Elemér        |
| Pócsik Géza          |
| Demendi László       |
| dr. Barabás Bertalan |
| Szántó Sándor        |
| Medgyesi József      |
| Mártha József        |
| Szin Zoltán          |
| Bandics Zsigmond     |
| Szép Ferenc          |
| Rusznák András       |
| Varga Lajos Gábor    |
| Szilágyi Ferenc      |
| Bodnár Barna         |
| Bihari Béla          |
| Aradi József         |
| Lakatos Gyula        |
| Kádár János          |
| Őz Miklós            |
| Deák Mihályné        |
| Tóth László          |
| Szabó István         |
| Vastag József        |

| SZDSZ |
| --- |
| |
| Bartha László |
| Jüttner Csaba |
| Szentesi Péter |
| Lázár János |
| Lövei Csaba |
| \| További jelöltek \| \| ----------------------- \| \| Kiss Gyula \| \| Szoboszlai Ottó \| \| Apáti György \| \| Nyiri Kálmán \| \| Ferenczfi József \| \| dr. Sértő-Radics István \| \| Csonka Sándor \| \| Szőllősi Róbertné \| \| Felbermann Endre \| \| dr. Kriveczky Béláné \| \| Bagoly Zoltán \| \| Novák László \| \| Kuik Imre \| \| Laskody Tibor Károly \| \| Iványi Tamás \| \| Dömötör István \| \| Frank Géza \| \| Gál Istvánné \| \| Poroszka Ottó \| \| Császár Zoltán \| |
| További jelöltek |
| Kiss Gyula |
| Szoboszlai Ottó |
| Apáti György |
| Nyiri Kálmán |
| Ferenczfi József |
| dr. Sértő-Radics István |
| Csonka Sándor |
| Szőllősi Róbertné |
| Felbermann Endre |
| dr. Kriveczky Béláné |
| Bagoly Zoltán |
| Novák László |
| Kuik Imre |
| Laskody Tibor Károly |
| Iványi Tamás |
| Dömötör István |
| Frank Géza |
| Gál Istvánné |
| Poroszka Ottó |
| Császár Zoltán |

| További jelöltek        |
| ----------------------- |
| Kiss Gyula              |
| Szoboszlai Ottó         |
| Apáti György            |
| Nyiri Kálmán            |
| Ferenczfi József        |
| dr. Sértő-Radics István |
| Csonka Sándor           |
| Szőllősi Róbertné       |
| Felbermann Endre        |
| dr. Kriveczky Béláné    |
| Bagoly Zoltán           |
| Novák László            |
| Kuik Imre               |
| Laskody Tibor Károly    |
| Iványi Tamás            |
| Dömötör István          |
| Frank Géza              |
| Gál Istvánné            |
| Poroszka Ottó           |
| Császár Zoltán          |

| MSZP |
| --- |
| |
| dr. Dám László |
| Kárpáti Tibor |
| Sulyok József |
| Szűcs Ilona |
| dr. Szabó Imre |
| \| További jelöltek \| \| ----------------------------- \| \| Mészáros Sándor \| \| dr. Molnár Sándor \| \| dr. Szabó Tibor \| \| Szabó László \| \| Nagy Gusztáv \| \| Levendáné dr. Lengyel Valéria \| \| Lehoczky Péter \| \| Bíró Miklós \| \| dr. Rusznák Andrea \| \| Orosz Tiborné \| |
| További jelöltek |
| Mészáros Sándor |
| dr. Molnár Sándor |
| dr. Szabó Tibor |
| Szabó László |
| Nagy Gusztáv |
| Levendáné dr. Lengyel Valéria |
| Lehoczky Péter |
| Bíró Miklós |
| dr. Rusznák Andrea |
| Orosz Tiborné |

| További jelöltek              |
| ----------------------------- |
| Mészáros Sándor               |
| dr. Molnár Sándor             |
| dr. Szabó Tibor               |
| Szabó László                  |
| Nagy Gusztáv                  |
| Levendáné dr. Lengyel Valéria |
| Lehoczky Péter                |
| Bíró Miklós                   |
| dr. Rusznák Andrea            |
| Orosz Tiborné                 |

| MIÉP            |
| --------------- |
|                 |
| Berkes József   |
| Balla István    |
| Siket István    |
| dr. Sztankó Éva |
| dr. Budai Gábor |

| Megyei Választási Szövetség FKGP-KDNP-VP-MDF |
| --- |
| |
| Petróczki Ferenc |
| dr. Szilágyi Dénes |
| dr. Darvai Sándor |
| Fodor János |
| Simon Attila |
| \| További jelöltek \| \| ---------------- \| \| dr. Kerekes Béla \| \| Varga Károly \| \| Kovács György \| \| Lengyel Szabolcs \| \| Jeney István \| |
| További jelöltek |
| dr. Kerekes Béla |
| Varga Károly |
| Kovács György |
| Lengyel Szabolcs |
| Jeney István |

| További jelöltek |
| ---------------- |
| dr. Kerekes Béla |
| Varga Károly     |
| Kovács György    |
| Lengyel Szabolcs |
| Jeney István     |

| Keresztény Ifj. Egy. |
| -------------------- |
|                      |
| Sipos Kund Kötöny    |
| Csiszár Ákos         |
| Báthori Gábor        |
|                      |
|                      |

| Gazdakörök                                                                          |
| ----------------------------------------------------------------------------------- |
|                                                                                     |
| Pekk Antal                                                                          |
| Papp László                                                                         |
| Endreffy Zsolt                                                                      |
| Kiss Sándor                                                                         |
| Fáky László                                                                         |
| \| További jelöltek \| \| ---------------- \| \| Szalai Árpád \| \| Kabai Sándor \| |
| További jelöltek                                                                    |
| Szalai Árpád                                                                        |
| Kabai Sándor                                                                        |

| További jelöltek |
| ---------------- |
| Szalai Árpád     |
| Kabai Sándor     |

| Fidesz |
| --- |
| |
| dr. Helmeczy László                                                                                           |
| Takácsné Makrai Éva                                                                                           |
| dr. Hauser Tibor                                                                                              |
| Vágvölgyi Gusztáv                                                                                             |
| Kerekesné Lévai Erik                                                                                          |
| \| További jelöltek \| \| ----------------- \| \| Kovács István \| \| dr. Szászi István \| \| Trefán Lajos \| |
| További jelöltek                                                                                              |
| Kovács István                                                                                                 |
| dr. Szászi István                                                                                             |
| Trefán Lajos                                                                                                  |

| További jelöltek  |
| ----------------- |
| Kovács István     |
| dr. Szászi István |
| Trefán Lajos      |

| Munkáspárt        |
| ----------------- |
|                   |
| Enyedi Sándorné   |
| dr. Horváth Endre |
| Ignéczi Zoltán    |
| Kórik Sándor      |
| Filep Gábor       |

| Sportegyesületek |
| ---------------- |
|                  |
| Demeter László   |
|                  |
|                  |
|                  |
|                  |

| SZDSZ |
| --- |
| |
| dr. Oláh Albert |
| dr. Lenti István |
| Kertész Istvánné Bittó Róza |
| Fábián Józsefné |
| Matolcsi Zoltán |
| \| További jelöltek \| \| ----------------- \| \| Toldi Ferenc \| \| dr. Bodnár Zoltán \| \| Balogh Zoltán \| \| A. Tóth László \| |
| További jelöltek |
| Toldi Ferenc |
| dr. Bodnár Zoltán |
| Balogh Zoltán |
| A. Tóth László |

| További jelöltek  |
| ----------------- |
| Toldi Ferenc      |
| dr. Bodnár Zoltán |
| Balogh Zoltán     |
| A. Tóth László    |

## A szavazás menete
A választást 1994. december 11-én bonyolították le. A választópolgárok reggel 6 órától kezdve adhatták le a szavazataikat, egészen a 19 órás urnazárásig.

### Részvétel
| szavazó 52,5% | távolmaradó 47,5% |

| érvényes 91,8% |

| szavazó 52,5% | távolmaradó 47,5% |

| érvényes 91,8% |

Tíz szavazópolgárra kilenc távolmaradó jutott
A 349 ezer szavazásra jogosult polgárból 183 ezer vett részt a választásokon (52%). Közülük tizenötezren szavaztak érvénytelenül (8,2%).
A részvételi hajlandóság jelentősen eltért a két választókerületben. Míg a kistelepüléseken a polgárok több mint 55%-a ment el szavazni, addig a középvárosi kerületben ez az arány nem érte el a 40%-ot. A választói kedv épp az egyik legkisebb településen volt a legmagasabb (Nemesborzova, 90%), a legalacsonyabb pedig Újfehértón volt (28%).
Az érvénytelen szavazatok aránya a kistelepülési választókerületben nagyon magas, a középvárosi közepesen magas volt (8,8%-5,0%).
| Részvételi adatok választókerületi bontásban | Részvételi adatok választókerületi bontásban | Részvételi adatok választókerületi bontásban | Részvételi adatok választókerületi bontásban | Részvételi adatok választókerületi bontásban | Részvételi adatok választókerületi bontásban | Részvételi adatok választókerületi bontásban | Részvételi adatok választókerületi bontásban | Részvételi adatok választókerületi bontásban | Részvételi adatok választókerületi bontásban | Részvételi adatok választókerületi bontásban | Részvételi adatok választókerületi bontásban |
|                                              |                                              |                                              |                                              | Kistelepülési választókerület                | Kistelepülési választókerület                | Kistelepülési választókerület                |                                              | Középvárosi választókerület                  | Középvárosi választókerület                  | Középvárosi választókerület                  |                                              |
|                                              | jogosultak arányában                         | szavazók arányában                           |                                              | jogosultak arányában                         | szavazók arányában                           |                                              |                                              |                                              |                                              |                                              |                                              |
| -------------------------------------------- | -------------------------------------------- | -------------------------------------------- | -------------------------------------------- | -------------------------------------------- | -------------------------------------------- | -------------------------------------------- | -------------------------------------------- | -------------------------------------------- | -------------------------------------------- | -------------------------------------------- | -------------------------------------------- |
| Választójogosult                             | Választójogosult                             | Választójogosult                             |                                              | 283 056                                      |                                              |                                              |                                              | 65 701                                       |                                              |                                              |                                              |
|                                              | Szavazó                                      | Szavazó                                      | 157 845                                      | 55,76%                                       |                                              | 25 163                                       | 38,30%                                       |                                              |                                              |                                              |                                              |
|                                              | érvényes szavazólap                          | 144 024                                      | 50,88%                                       | 91,24%                                       | 23 909                                       | 36,39%                                       | 95,02%                                       |                                              |                                              |                                              |                                              |
| érvénytelen és hiányzó                       | 13 821                                       | 4,88%                                        | 8,76%                                        | 1 254                                        | 1,91%                                        | 4,98%                                        |                                              |                                              |                                              |                                              |                                              |
| Távolmaradó                                  | Távolmaradó                                  | 125 211                                      | 44,24%                                       |                                              | 40 538                                       | 61,70%                                       |                                              |                                              |                                              |                                              |                                              |
|                                              |                                              |                                              |                                              |                                              |                                              |                                              |                                              |                                              |                                              |                                              |                                              |

## Eredmények
| Lista    | Lista                                      | Érvényes szavazat | Érvényes szavazat | Küszöb | Küszöb | Képviselő | Képviselő |
| Lista    | Lista                                      | Érvényes szavazat | Érvényes szavazat | kt     | kv     | Képviselő | Képviselő |
| -------- | ------------------------------------------ | ----------------- | ----------------- | ------ | ------ | --------- | --------- |
|          | MSZP                                       | 44 886            | 26,73%            | ✓      | ✓      | 14        | 29,2%     |
|          | Megyei Választási Szöv. (FKGP-KDNP-VP-MDF) | 40 844            | 24,32%            | ✓      | ✓      | 13        | 27,1%     |
|          | SZDSZ                                      | 16 680            | 9,93%             | ✓      | ✓      | 6         | 12,5%     |
|          | Fidesz                                     | 13 241            | 7,88%             | ✓      | ⚠      | 3         | 6,3%      |
|          | Munkáspárt                                 | 11 210            | 6,68%             | ✓      | ⚠      | 3         | 6,3%      |
|          | MSZDP                                      | 8 721             | 5,19%             | ✓      |        | 3         | 6,3%      |
|          | Keresztény Ifj. Egy.                       | 9 148             | 5,45%             | ✓      | ✗      | 2         | 4,2%      |
|          | Gazdakörök                                 | 8 502             | 5,06%             | ✓      | ✗      | 2         | 4,2%      |
|          | Itt Élünk Egyesület                        | 8 445             | 5,03%             | ✓      |        | 2         | 4,2%      |
|          | MIÉP                                       | 5 809             | 3,46%             | ✗      | ✗      | 0         |           |
|          | Sportegyesületek Szöv.                     | 447               | 0,27%             |        | ✗      | 0         |           |
| Összesen | Összesen                                   | 167 933           |                   |        |        | 48        |           |

Közel negyvenötezer szavazattal az MSZP végzett az első helyen, mögötte majdnem négyezer vokssal elmaradva az jobboldali közös lista következett. A szocialisták 14, a Megyei Választási Szövetség 13 képviselői székhez jutottak a megyeházán. Harmadik helyen az SZDSZ végzett, ezzel hat képviselői helyhez jutott, míg a Fidesznek és a Munkáspártnak három-három megbízottja került be a közgyűlésbe. Az MSZDP kevesebb szavazatot kapott, mint a Keresztény Ifjúsági Egyesület, ám mivel az egyesület a középvárosi kerületben nem lépte át a küszöböt, csak két, míg a szociáldemokraták három képviselői helyhez jutottak. További két-két helyet szerzett a Gazdakörök Szövetsége és az Itt Élünk Egyesület.
Nem jutott be a közgyűlésebe a MIÉP és a Sportegyesületek Szövetsége.

### Választókerületenként
| Lista    | Lista                                      | Érvényes szavazat | Érvényes szavazat | Küszöb | Képviselő | Képviselő |
| -------- | ------------------------------------------ | ----------------- | ----------------- | ------ | --------- | --------- |
|          | MSZP                                       | 36 157            | 25,10%            | ✓      | 10        | 25,6%     |
|          | Megyei Választási Szöv. (FKGP-KDNP-VP-MDF) | 34 583            | 24,01%            | ✓      | 10        | 25,6%     |
|          | SZDSZ                                      | 12 551            | 8,71%             | ✓      | 4         | 10,3%     |
|          | Fidesz                                     | 11 855            | 8,23%             | ✓      | 3         | 7,7%      |
|          | Munkáspárt                                 | 10 230            | 7,10%             | ✓      | 3         | 7,7%      |
|          | MSZDP                                      | 8 721             | 6,06%             | ✓      | 3         | 7,7%      |
|          | Itt Élünk Egyesület                        | 8 445             | 5,86%             | ✓      | 2         | 5,1%      |
|          | Keresztény Ifj. Egy.                       | 8 343             | 5,79%             | ✓      | 2         | 5,1%      |
|          | Gazdakörök                                 | 8 018             | 5,57%             | ✓      | 2         | 5,1%      |
|          | MIÉP                                       | 5 121             | 3,56%             | ✗      | 0         |           |
| Összesen | Összesen                                   | 144 024           |                   | 9/10   | 39        |           |

| Lista    | Lista                                      | Érvényes szavazat | Érvényes szavazat | Küszöb | Képviselő | Képviselő |
| -------- | ------------------------------------------ | ----------------- | ----------------- | ------ | --------- | --------- |
|          | MSZP                                       | 8 729             | 36,51%            | ✓      | 4         | 44,4%     |
|          | Megyei Választási Szöv. (FKGP-KDNP-VP-MDF) | 6 261             | 26,19%            | ✓      | 3         | 33,3%     |
|          | SZDSZ                                      | 4 129             | 17,27%            | ✓      | 2         | 22,2%     |
|          | Fidesz                                     | 1 386             | 5,80%             | ⚠      | 0         |           |
|          | Munkáspárt                                 | 980               | 4,10%             | ⚠      | 0         |           |
|          | Keresztény Ifj. Egy.                       | 805               | 3,37%             | ✗      | 0         |           |
|          | MIÉP                                       | 688               | 2,88%             | ✗      | 0         |           |
|          | Gazdakörök                                 | 484               | 2,02%             | ✗      | 0         |           |
|          | Sportegyesületek Szöv.                     | 447               | 1,87%             | ✗      | 0         |           |
| Összesen | Összesen                                   | 23 909            |                   | 3/9    | 9         |           |

| Lista                | Választó- kerület | Eltérés  | Eltérés |
| Lista                | Választó- kerület | Szavazat | %p      |
| -------------------- | ----------------- | -------- | ------- |
| Munkáspárt           | középvárosi       | 23       | +0,10   |
| MIÉP                 | kistelepülési     | −640     | -0,44   |
| Keresztény Ifj. Egy. | középvárosi       | −152     | -0,63   |
| Fidesz               | középvárosi       | 429      | +1,80   |

A választás alapvetően a kistelepülési választókerületben dőlt el, hiszen abban 39, míg a középvárosi kerületben csupán 9 képviselői helyet osztottak ki.
A középvárosi választókerületben 24 ezer érvényes szavazatot adtak le a választópolgárok. A voksok bő harmada az MSZP listájára érkezett, egynegyedni jutott a jobboldali összefogásra, az SZDSZ listáját pedig minden hatodik választó tisztelte meg a bizalmával. Az MSZP négy, a Megyei Választási Szövetség három, a szabaddemokraták pedig két képviselői helyhez jutottak a középvárosi kerületből.
A mandátumkiosztás sajátosságai miatt fordulhatott elő, hogy bár mind a Fidesz, mind a Munkáspárt átlépte a 4%-os küszöböt, egyik sem jutott képviselői helyhez, ebből a választókerületből. A MIÉP és további három társadalmi szervezet nem érte el a bejutási küszöböt.
A kistelepülési választókerületben 144 ezer érvényes szavazatot számoltak össze a szavazatszámláló bizottságok tagjai. Az élen szoros verseny alakult ki, a szocialisták 25%-nyi, a Megyei Választási Szövetség jelöltjei 24%-nyi szavazatot kaptak. Mind a két lista tíz-tíz képviselői helyhez jutott.
A további tizenkilenc helyen hét szervezet osztozott. Az SZDSZ négy, a Fidesz és a Munkáspárt három-három megyeházi székre tett szert. A mandátumkiosztás rendszere eredményezte azt, hogy bár az MSZDP közel ugyanannyi szavazatot kapott, mint az Itt Élünk Egyesület, a Keresztény Ifjúsági Egyesület és a Gazdakörök, ám a szociáldemokraták három, míg a többi szervezet két-két képviselője került be a közgyűlésbe.
A MIÉP szűk fél százalékkal maradt el a bejutási küszöbtől.

## Az új közgyűlés
| \| 14 \| 13 \| 6 \| 3 \| 3 \| 3 \| 2 \| 2 \| 2 \| |                                            |            |            |   |   |   |   |   |
| Szervezetek                                       | Szervezetek                                | Képviselők | Képviselők |   |   |   |   |   |
|                                                   | MSZP                                       | 14         | 29,2%      |   |   |   |   |   |
|                                                   | Megyei Választási Szöv. (FKGP-KDNP-VP-MDF) | 13         | 27,1%      |   |   |   |   |   |
|                                                   | SZDSZ                                      | 6          | 12,5%      |   |   |   |   |   |
|                                                   | Fidesz                                     | 3          | 6,3%       |   |   |   |   |   |
|                                                   | MSZDP                                      | 3          | 6,3%       |   |   |   |   |   |
|                                                   | Munkáspárt                                 | 3          | 6,3%       |   |   |   |   |   |
|                                                   | Keresztény Ifj. Egy.                       | 2          | 4,2%       |   |   |   |   |   |
|                                                   | Gazdakörök                                 | 2          | 4,2%       |   |   |   |   |   |
|                                                   | Itt Élünk Egyesület                        | 2          | 4,2%       |   |   |   |   |   |
| Összesen                                          | Összesen                                   | 48         |            |   |   |   |   |   |
| 14                                                | 13                                         | 6          | 3          | 3 | 3 | 2 | 2 | 2 |

| Elnök            | Elnök | Elnök |
| ---------------- | ----- | ----- |
| Zilahi József    |       |       |
|                  |       |       |
| FKGP-KDNP-VP-MDF |       |       |
|                  |       |       |
| Alelnökök        |       |       |
| Együd János      |       | MSZDP |
| Hamvas László    |       | MDF   |
| Oláh Albert      |       | SZDSZ |
| Seres Antal      |       | KDNP  |
|                  |       |       |

Az új közgyűlés alakuló ülésére december 21-én került sor. Az MSZP és az SZDSZ Sulyok Józsefet, a Megyei Választási Szövetség pedig Zilahi Józsefet jelöltet a közgyűlés elnöki tisztségébe. A szavazáson 29:19 arányban utóbbi nyert. Ehhez a szavazati arányhoz az összes nem szocialista és nem szabaddemokrata képviselő szavazatára szükség volt, így a megyei szervezetek mellett a munkáspárti és a szociáldemokrata voksokra is. Zilahi József mérnök volt, a megelőző években a közgyűlés alelnökeként dolgozott. Ugyanezen az ülésen alelnökké választották Együd Jánost, az MSZDP képviselőjét. További alelnök megválasztása azonban nem járt sikerrel.
Január 13-án sajtótájékoztatón jelentették be a koalíció összetételének megváltozását. A jobboldali pártok a Munkáspártot – a továbbiakban – nem tekintették az összefogás részének. Ellenben az SZDSZ megállapodást kötött az elnököt támogató pártokkal. Így az erőviszonyok 31 kormányzó és 17 ellenzéki képviselőre módosultak.
A következő ülésen, január 21-én három társadalmi alelnököt választottak meg: Hamvas Lászlót (MDF), Oláh Albertet (SZDSZ) és Seres Antalt (KDNP).

### A megválasztott képviselők
| MSZP             |
| ---------------- |
|                  |
| kistelepülések   |
| dr. Kiss Gábor   |
| Czellár István   |
| Gazda László     |
| Birta Sándor     |
| dr. Vadász Mária |
| Gulácsi Mihály   |
| Szabados József  |
| Miklós Elemér    |
| Pócsik Géza      |
| Demendi László   |
| középvárosok     |
| dr. Dám László   |
| Kárpáti Tibor    |
| Sulyok József    |
| Szűcs Ilona      |

| Megyei Választási Szövetség FKGP-KDNP-VP-MDF |
| -------------------------------------------- |
|                                              |
| kistelepülések                               |
| dr. Zilahi József                            |
| Hoványi Ferenc                               |
| dr. Juhász Miklós                            |
| Hamvas László                                |
| Radvánszki József                            |
| Karakó László                                |
| Seres Antal                                  |
| dr. Szendrei László                          |
| Veligdán Sándorné                            |
| Kovács Lajos                                 |
| középvárosok                                 |
| Petróczki Ferenc                             |
| dr. Szilágyi Dénes                           |
| dr. Darvai Sándor                            |

| SZDSZ            |
| ---------------- |
|                  |
| kistelepülések   |
| Bartha László    |
| Jüttner Csaba    |
| Szentesi Péter   |
| Lázár János      |
| középvárosok     |
| dr. Oláh Albert  |
| dr. Lenti István |

| Fidesz         |
| -------------- |
|                |
| kistelepülések |
| Szabó István   |
| Borkó Mihály   |
| Palló Sándor   |

| Munkáspárt        |
| ----------------- |
|                   |
| kistelepülések    |
| Bán György        |
| dr. Kovács Sándor |
| Balogh Andrásné   |

| MSZDP          |
| -------------- |
|                |
| kistelepülések |
| Együd János    |
| Berencsi Béla  |
| Hetey Vilma    |

| KIE            |
| -------------- |
|                |
| kistelepülések |
| Takács Tamás   |
| Drótos Vince   |

| Gazdakörök     |
| -------------- |
|                |
| kistelepülések |
| Jakab Ferenc   |
| Balogh Gyula   |

| Itt Élünk Egy. |
| -------------- |
|                |
| kistelepülések |
| Balogh József  |
| Szűcs Ilona    |

### MTI hírek
- http://archiv1988-2005.mti.hu

A Magyar Távirati Iroda archívuma elérhető a világhálón, abban az 1988 óta megjelent hírek szabadon kereshetők. Ugyanakkor a honlap olyan technológiával készült, hogy az egyes hírekre nem lehet közvetlen hivatkozást (linket) megadni. Így a kereséshez szükséges alapadatok megadásával újra ki kell keresni az adott hír (cím kulcsszavai, dátum megadása).
1. ↑  MTI hír: „Medgyesi József volt tanácsi főosztályvezető Szabolcs-Szatmár- Bereg Közgyülésének elnöke”, Magyar Távirati Iroda, 1991. január 4. (Hozzáférés: 2018. április 21.)
2. ↑  MTI hír: „Ellenzékbe szorult a nyertes MSZP Szabolcsban”, Magyar Távirati Iroda, 1994. december 21. (Hozzáférés: 2018. április 24.)
3. ↑  MTI hír: „Az SZDSZ az ellenzéki koalícióhoz csatlakozott Szabolcsban”, Magyar Távirati Iroda, 1995. január 13. (Hozzáférés: 2018. április 24.)
4. ↑  MTI hír: „Megalakult a Szabolcs megyei Önkormányzati közgyűlés”, Magyar Távirati Iroda, 1995. január 21. (Hozzáférés: 2018. április 24.)